# 鲁尔波兰人
鲁尔波兰人（德語：Ruhrpolen，發音：[ˈʁuːɐ̯ˌpoːlən]）是指自19世纪起就生活在德国西部鲁尔区的波兰移民及其后代。这些波兰人（包括馬祖爾人、卡舒比人、西里西亞人等其他族裔）特地从德意志帝国境内的波兰语区移民至工业化进程飞速发展的地区。